# Barranc de la Coma de Fuses
El Barranc de la Coma de Fuses, és un barranc del terme de la Torre de Cabdella, dins de l'antic terme primigeni d'aquest municipi.
S'origina al vessant est del Tossal de Paiasso, a 2.386 m. alt., des d'on davalla cap al sud-est fins a trobar el riu de Filià, en el qual s'aboca.